# Samford
Samford är en del av en befolkad plats i Australien. Den ligger i kommunen Moreton Bay och delstaten Queensland, omkring 18 kilometer nordväst om delstatshuvudstaden Brisbane. Antalet invånare är 656.
Runt Samford är det tätbefolkat, med 493 invånare per kvadratkilometer.. Närmaste större samhälle är Brisbane, omkring 18 kilometer sydost om Samford.
Runt Samford är det i huvudsak tätbebyggt. Genomsnittlig årsnederbörd är 1 222 millimeter. Den regnigaste månaden är januari, med i genomsnitt 252 mm nederbörd, och den torraste är september, med 30 mm nederbörd.